# Azərreyl Voleybol Klubu 2012-2013
Questa voce raccoglie le informazioni riguardanti l'Azərreyl Voleybol Klubu nella stagione 2012-2013.

## Organigramma societario
Area direttiva
- Presidente: Faiq Qarayev

Area tecnica
- Allenatore: Alessandro Chiappini (fino a marzo), Aleksandr Červyakov (da marzo)
- Assistente allenatore: Nicola Negro

## Rosa
| N° | Nome               | Ruolo | Data di nascita  | Nazionalità sportiva |
| -- | ------------------ | ----- | ---------------- | -------------------- |
| 1  | Sara Anzanello     | C     | 30 luglio 1980   | Italia               |
| 2  | Manon Flier        | S/O   | 8 febbraio 1984  | Paesi Bassi          |
| 3  | Ksenija Kovalenko  | C     | 21 novembre 1986 | Azerbaigian          |
| 4  | Oksana Parchomenko | P     | 28 dicembre 1984 | Azerbaigian          |
| 5  | Arielle Wilson     | C     | 3 gennaio 1989   | Stati Uniti          |
| 6  | Indre Sorokaite    | S     | 2 luglio 1988    | Italia               |
| 7  | Luna Carocci       | L     | 10 luglio 1988   | Italia               |
| 8  | Tina Lipicer       | S     | 9 ottobre 1979   | Slovenia             |
| 9  | Milena Sadurek     | P     | 18 ottobre 1984  | Polonia              |
| 10 | Riikka Lehtonen    | S     | 24 luglio 1979   | Finlandia            |
| 11 | Megan Hodge        | S     | 15 ottobre 1988  | Stati Uniti          |
| 12 | Valeriya Korotenko | L     | 29 gennaio 1984  | Azerbaigian          |
| 14 | Caroline Wensink   | C     | 4 agosto 1984    | Paesi Bassi          |
| 15 | Ülkər Kərimova     | S     | 1º gennaio 1994  | Azerbaigian          |
| 16 | Debby Stam         | S     | 24 luglio 1984   | Paesi Bassi          |
| 17 | Polina Rəhimova    | S/O   | 5 giugno 1990    | Azerbaigian          |
| 18 | Ana Grbac          | P     | 23 marzo 1988    | Croazia              |

## Statistiche

### Statistiche di squadra
| Competizione     | Punti | In casa | In casa | In casa | In trasferta | In trasferta | In trasferta | Totale | Totale | Totale |
| Competizione     | Punti | G       | V       | P       | G            | V            | P            | G      | V      | P      |
| ---------------- | ----- | ------- | ------- | ------- | ------------ | ------------ | ------------ | ------ | ------ | ------ |
| Superliqa        | 52    | 12      | 10      | 2       | 12           | 7            | 5            | 24     | 17     | 7      |
| Champions League | 7     | 5       | 4       | 1       | 5            | 1            | 4            | 10     | 5      | 5      |
| Totale           | -     | 17      | 14      | 3       | 17           | 8            | 9            | 34     | 22     | 12     |

G = partite giocate; V = partite vinte; P = partite perse

### Statistiche dei giocatori
| Giocatore      | Champions League | Champions League | Champions League | Champions League | Champions League |
| Giocatore      | P                | PT               | AV               | MV               | BV               |
| -------------- | ---------------- | ---------------- | ---------------- | ---------------- | ---------------- |
| S. Anzanello   | 9                | 74               | 35               | 34               | 5                |
| L. Carocci     | 6                | 0                | 0                | 0                | 0                |
| M. Flier       | 9                | 119              | 88               | 7                | 24               |
| A. Grbac       | 6                | 4                | 2                | 1                | 1                |
| M. Hodge       | 9                | 169              | 147              | 14               | 8                |
| Ü. Kərimova    | 6                | 1                | 0                | 0                | 1                |
| V. Korotenko   | 7                | 0                | 0                | 0                | 0                |
| K. Kovalenko   | -                | -                | -                | -                | -                |
| R. Lehtonen    | 3                | 3                | 2                | 1                | 0                |
| T. Lipicer     | 6                | 40               | 28               | 6                | 6                |
| O. Parchomenko | -                | -                | -                | -                | -                |
| P. Rəhimova    | -                | -                | -                | -                | -                |
| M. Sadurek     | 9                | 24               | 10               | 7                | 7                |
| I. Sorokaite   | 3                | 24               | 20               | 4                | 0                |
| D. Stam        | 7                | 48               | 32               | 7                | 9                |
| C. Wensink     | 9                | 81               | 51               | 24               | 6                |
| A. Wilson      | 4                | 1                | 1                | 0                | 0                |

P = presenze; PT = punti totali; AV = attacchi vincenti; MV = muri vincenti; BV = battute vincenti